# Abcoude
Abcoude este o comună și o localitate în provincia Utrecht, Țările de Jos. 

## Localități componente
Abcoude, Baambrugge, Stokkelaarsbrug.